# John Alexander Dickinson
Pour les articles homonymes, voir Dickinson.
John Alexander Dickinson est un historien québécois d'origine anglo-canadienne né à Toronto en 1948. Il fut professeur titulaire à l'Université de Montréal. Ses champs d'études comprennent, mais pas exclusivement, les rapports entre Amérindiens et Européens de l'époque pré-industrielle, l'histoire socio-économique canadienne du XVIIe et du XVIIIe siècle ainsi que la stratégie familiale canadienne à la même époque. Il prit sa retraite à la fin de l'année 2007, bien qu'il dispense encore quelques cours à l'Université de Caen Basse-Normandie (France) en 2008-2009.

## Biographie
Ayant complété une maîtrise à l'Université Laval et son doctorat à l'Université de Toronto, il est nommé professeur adjoint à l'Université de Montréal en 1980. Subséquemment, il tint le titre de professeur invité des universités de Gènes, de Pise et de l'Versailles-Saint-Quentin-en-Yvelines. Il a publié nombre d'articles scientifiques dans plusieurs revues dont, entre autres, la Revue d'histoire de l'Amérique française, la Revue de droit de McGill et la Revue d'histoire économique et sociale.

## Monographie
- John A. Dickinson, Justice et justiciables. La procédure civile à la Prévôté de Québec, 1667-1759, Les Presses de l'Université Laval, Québec, 1982.
- John A. Dickinson et Brian Young, Diverse Pasts : A History of Québec and Canada, Copp Clark, Toronto, 1986.
- John A. Dickinson et Brian Young et Patrick Trant, Diverse Pasts : A History of Québec and Canada. Teacher's Manual, Copp Clark, Toronto, 1987.
- John A. Dickinson et Brian Young, A Short History of Quebec. A Socio-economic Perspective, Copp Clark, Toronto, 1988.
- John A. Dickinson et Sam Allison et Brian Young, Diverse Pasts. A History of Québec and Canada Workbook, Copp Clark Pitman, Toronto, 1988.
- John A. Dickinson et Marianne Mahn-Lot, 1492-1992. La découverte de l'Amérique, Presses universitaires de Lyon, Lyon, 1991.
- John A. Dickinson et Brian Young, Brève histoire socio-économique du Québec, Septentrion, Québec,1992.
- John A. Dickinson et Lucien-René Abenon, Les Français en Amérique, Presses Universitaires de Lyon, Lyon, 1993.
- John A. Dickinson et Brian Young, A Short History of Quebec (Édition revue et augmentée), Copp Clark Pitman, Toronto, 1993.
- John A. Dickinson et Brian Young, Diverse Pasts. A History of Québec and Canada (Seconde édition), Copp Clark, Toronto, 1995.
- John A. Dickinson et Brian Young, Diverse Pasts : A History of Québec and Canada (2nd Edition). Teacher's Manual, Copp Clark, Toronto, 1995.
- John A. Dickinson et Brian Young, Brève histoire socio-économique du Québec (Édition revue et augmentée), Septentrion, Québec, 1995.
- Dominique Deslandres, John A. Dickinson et Ollivier Hubert, dir., Les sulpiciens de Montréal, 1657-2007. Une histoire de pouvoir et de discrétion, Montréal, Fides, 2007.